# Тылхой
Тылхой — река на северо-западе Камчатского края в России.
Длина реки — 180 км. Площадь водосборного бассейна — 5950 км². Протекает по территории Пенжинского района Камчатского края. Впадает в Охотское море.

## Данные водного реестра
По данным государственного водного реестра России относится к Анадыро-Колымскому бассейновому округу.